# Slave of Kiss
SLAVE of KISS là single thứ 7 của Kitade Nana. Track "KISS" là cover 1 bài hát của Princess Princess và sau 1 tháng, track này đã xuất hiện trong Princess Princess tribute album: 14 Princess ~Princess Princess Children~, #2. Single thứ bảy này bao gồm cả "KISS or KISS" bản Tiếng Anh. Track #4 - "Sweet frozen kiss" có mặt trong album thứ hai "I scream" của Kitade. Vào thời điểm single này ra mắt, Nana chính thức chuyển sang dòng thời "Gothic Lolita".

## Tracklist
1. KISS
2. Kiss wo Kudasai (キスを下さい; Please Kiss Me)
3. KISS or KISS (English Version)
4. sweet frozen Kiss